# Der dritte Weg (Buch)
Anthony Giddens veröffentlichte 1998 (bzw. deutsch: 1999) ein Buch dessen Titel in der deutschen Übersetzung Der dritte Weg. Die Erneuerung der sozialen Demokratie heißt. Darin versucht er, die Sozialdemokratie an die Bedürfnisse und Folgen des Marktes anzupassen. Ausgangspunkt von Giddens’ Idee des Dritten Weges ist, dass die Sozialdemokratie auf globale Veränderungen reagieren müsse. Er konstatiert „die Auflösungstendenz des ‚Sozialstaatskompromisses‘“ (1999, S. 7). Er beschreibt den Gegensatz zwischen der klassischen Sozialdemokratie, die er „Alte Linke“ nennt, und dem Thatcherismus oder Neoliberalismus.

## Inhalt
Giddens zeigt fünf Dilemmata auf: Globalisierung, Individualisierung, Aufhebung des Rechts-Links-Gegensatzes, eine allgemein beobachtete Veränderung politischen Handelns sowie „ökologische Notwendigkeiten“, durch die die Sozialdemokratie herausgefordert sei. Er kritisiert die Idealvorstellungen des Sozialismus und der klassischen Sozialdemokratie. Ideale seien zwar notwendig für die Politik, aber nur sinnvoll, wenn auch Mittel für die Verfolgung derselben vorhanden seien (Giddens 1999, 12). Ebenfalls von der politischen Praxis inspiriert ist sein Vorwurf an die Labour-Partei von 1988, deren theoretischer Unterbau der Praxis hinterher hinke (ebenda). Stattdessen würden Ad-hoc-Entscheidungen nachträglich legitimiert, da die herkömmliche sozialdemokratische Theorie überholt sei. Das ist für Giddens jedoch nicht überraschend, da er in seiner historischen Analyse des Sozialismus zu dem Schluss kommt, die ökonomische Theorie des Sozialismus sei von Anfang an unangemessen gewesen, „weil sie die Innovations-, Anpassungs- und Produktivitätssteigerungsfähigkeit des Kapitalismus unterschätzte“ (Giddens 1999, 15).
Wie oben angedeutet, leitet Giddens die Theorie des dritten Weges aus fünf Dilemmata ab. Entsprechend sind die Neuerungen als Antworten auf diese Herausforderungen zu sehen. So ist eines der Merkmale des dritten Weges, dass er grundsätzlich die Globalisierung bejaht und Möglichkeiten sucht, den „ökonomischen und kulturellen Protektionismus zu bekämpfen“ (Giddens 1999, 80). Auffällig ist, dass die Wirtschaft in beiden zugrunde liegenden Büchern fast ausschließlich unter dem Vorzeichen der Globalisierung betrachtet wird und auch die „neue gemischte Wirtschaft“ als Antwort darauf zu verstehen ist. Wirtschaftspolitisch ist der dritte Weg in sozialdemokratischer Tradition am Ziel der „sozialen Gleichheit“ (Giddens 1999, 81) interessiert, sieht jedoch die Globalisierung und den damit einhergehenden Freihandel als möglichen „Motor der wirtschaftlichen Entwicklung“ (Giddens 1999, 80). „Die Linke müsse sich mit Märkten, der Rolle, die Unternehmen bei der Schaffung von Wohlstand spielen, und der Tatsache anfreunden, dass privates Kapital von entscheidender Bedeutung für Sozialinvestitionen ist.“ (Giddens 2001, 43) Gleichzeitig ist zu beachten, dass Freiheit für moderne Sozialdemokraten „selbstbestimmtes Handeln bedeuten“ (81) soll; und da der Abbau von Ungleichheiten dies ermögliche, gehen die Forderung nach sozialer Gleichheit und Freiheit stets Hand in Hand.
Zentrale Mottos der neuen Politik sollen nach Giddens „keine Rechte ohne Verpflichtungen“ (Giddens 1999, 81, Hervorhebung im Original) sowie die Einsicht, dass eher mehr als weniger Staat gebraucht werde (Giddens 2001, 95), lauten. Damit ist ein neues Verhältnis zwischen Individuum und Gesellschaft gemeint. Der Staat räumt dabei zwar Rechte ein und kommt selbst Verpflichtungen nach, bietet ein „ausgebautes Sozialsystem, nicht ein minimales Sicherheitsnetz“ (Giddens 2001, 181), so zum Beispiel bei den Sozialleistungen, koppelt diese allerdings an Bedingungen und Pflichten, die jedes einzelne Individuum in der Gesellschaft erbringen muss (Giddens 1999, 81).
Als zweites Prinzip soll die Demokratie gelten. Der demokratische Grundsatz ist aus dem Trend zur Individualisierung, genauer gesagt aus dem damit einhergehenden Verlust von Tradition und Gewohnheiten als Legitimation für Entscheidungen, abgeleitet. Deswegen bedarf die Gesellschaft einer neuen Legitimation für jegliche Entscheidungen (Giddens 1999, 82).
Als drittes Merkmal ist der „philosophische Konservatismus“ (Giddens 1999, 84) anzusehen. Er soll in den Bereichen der sozialen Solidarität und der ökologischen Modernisierung zum Tragen kommen, aber auch die Kriminalitäts- und Verbrechensbekämpfung sowie die Familienpolitik sollen konservativ inspiriert sein. Bei der Modernisierung, die wegen der „ökologischen Sensibilisierung“ (Giddens 1999, 83) notwendig ist, gelte es, „für ein gewisses Maß an Kontinuität zu sorgen und den gesellschaftlichen Zusammenhalt zu stärken“ (Giddens 1999, 84). Das soll ermöglicht werden dadurch, dass Wissenschaft und Technik in den demokratischen Prozess einbezogen werden. Die konservativen Züge bei der Familienpolitik zeigen sich daran, dass „den Zusammenhalt der Familien zu fördern, insbesondere das Wohlergehend der Kinder zu schützen [...] eines der wichtigsten Ziele der Familienpolitik“ (Giddens 1999, 84) ist.
Ebenfalls von Bedeutung ist die Einsicht, dass die drei Kernbereiche der Macht, also Staat, Wirtschaft und Zivilgesellschaft, zusammenarbeiten, aber sich auch gegenseitig begrenzen müssen (Giddens 2001, 61). Dies ist eines der Anzeichen dafür, dass bei der Politik des dritten Wegs Sozialpolitik und Wirtschaftspolitik nicht klar voneinander zu trennen sind, da die Bereiche in Giddens Gesellschaftskonzept fließend ineinander übergehen. Die sozialpolitischen Maßnahmen des „Sozialinvestitionsstaates“ sind immer im Hinblick auf möglichst starken Druck auf den Arbeitsmarkt zu verstehen.
Die „klassische Sozialdemokratie“ beschreibt und kritisiert damit Giddens mit folgenden Stichworten:
- staatliche Eingriffe in den sozialen und ökonomischen Bereich;
- der Staat dominiert die Zivilgesellschaft;
- kollektive Lösungen; nachfrageorientierte Wirtschaftspolitik à la Keynes;
- Korporatismus; eingeschränkte Rolle des Marktes;
- Vollbeschäftigung;
- Gleichheit als zentraler Wert;
- ein umfassender Wohlfahrtsstaat, der die Bürger >von der Wiege bis zur Bahre< schützt;
- lineare Modernisierung;
- schwach ausgebildetes ökologisches Bewusstsein.

Den „Thatcherismus“ oder „Neoliberalismus“ beschreibt und kritisiert damit Giddens mit folgenden Stichworten:
- schlanker Staat;
- autonome Zivilgesellschaft, Marktfundamentalismus;
- autoritäre Moral mit ökonomischen Individualismus;
- der Arbeitsmarkt reguliert sich selbst wie jeder andere Markt;
- Hinnahme von Ungleichheit;
- traditioneller Nationalismus;
- Wohlfahrtsstaat als reines Sicherheitsnetz;
- lineare Modernisierung;
- schwach ausgebildetes ökologisches Bewusstsein;
- neolineares Denken in der internationalen Politik. (Vgl. S. 18)

Der dritte Weg soll diesen Gegensatz aufheben.

## Wirkung
Giddens’ Analyse bezieht sich in erster Linie auf die britische Politik der 1990er, in der durch den Wahlsieg von Tony Blairs „New Labour“ 1997 eine Auflösung der nach dem Abtreten Margaret Thatchers von der politischen Bühne 1990 festgefahrenen politischen Strukturen erreicht wurde. Gleichzeitig ist sie aber auch Teil der globalen Debatte um den „Dritten Weg“, die er 2001 in einem weiteren Buch zusammenfasste.